# Kambasagara, Kanakapura
Kambasagara là một làng thuộc tehsil Kanakapura, huyện Ramanagara, bang Karnataka, Ấn Độ.